# 天主教磅湛宗座监牧区
天主教磅湛宗座監牧區（拉丁語：Apostolica Praefectura Kompongchamensis）是羅馬天主教會以柬埔寨東北部磅湛為中心的一個宗座監牧區，管轄磅湛省、桔井省、波蘿勉省、柴楨省、蒙多基里省和臘塔納基里省。宗座監牧區於2010年時有3,600名教友（佔轄區總人口0.1%）。宗座監牧區有31個堂區、13名司鐸、12名修士、7名修女。
宗座監牧現時出缺，榮休宗座監牧為安多尼薩米·素賽拉賈。
1968年9月26日自金邊代牧區分出。